# Asakuchi (distrito)
Asakuchi (浅口郡; -gun) é um distrito localizado na província de Okayama, no Japão.
Em 2003 a população estimada do distrito era de 55 658 habitantes e a densidade populacional de 621,67 habitantes por km². A área total é de 89.53 km².

## Cidade e vilas
- Funao
- Kamogata
- Konko
- Satosho
- Yorishima